# فرودگاه تارنوگسکی گورودوک
فرودگاه تارنوگسکی گورودوک فرودگاهی عمومی واقع در Tarnogskiy Gorodok در کشور روسیه است.